# Jeannette Rankin

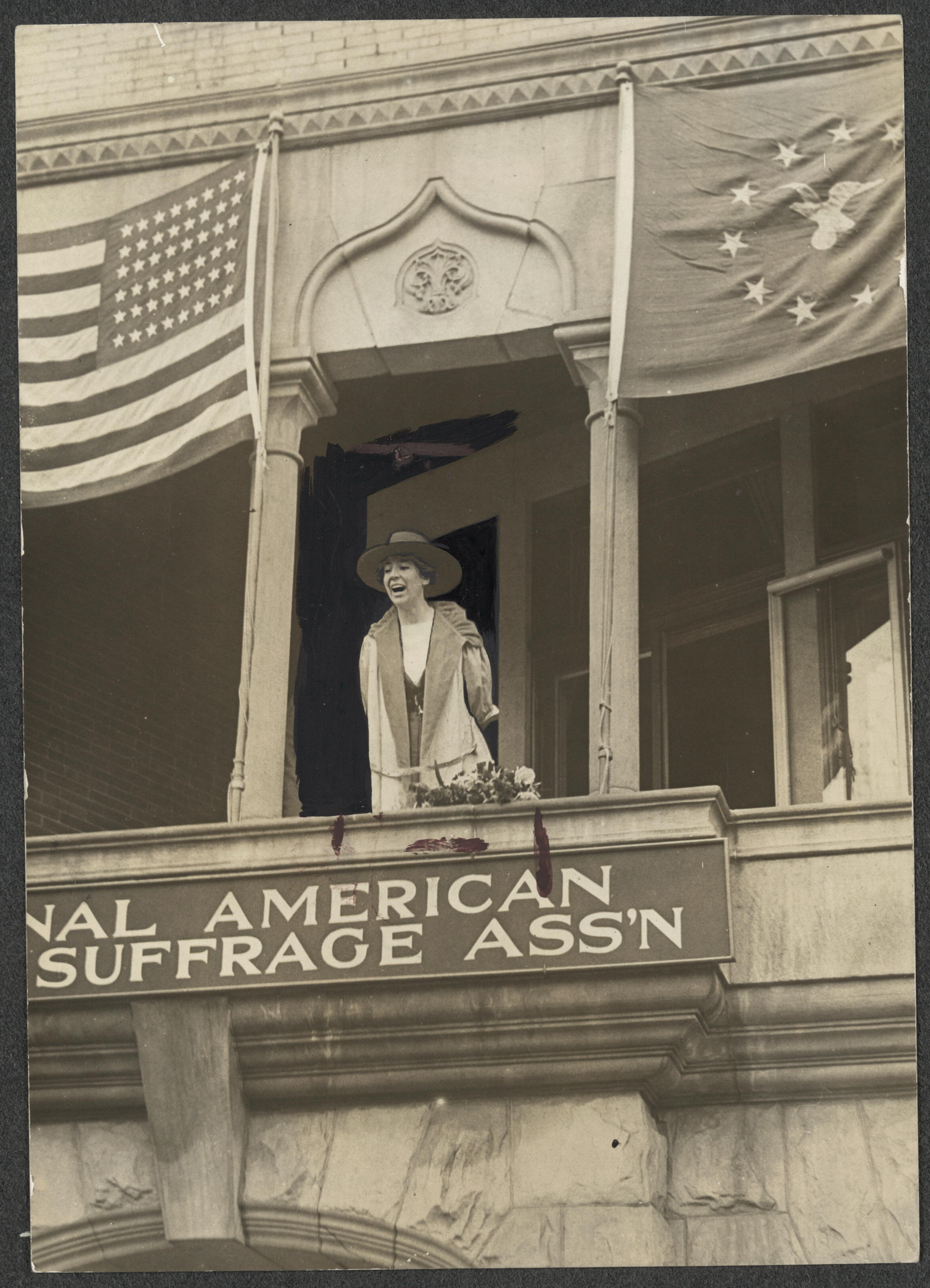
Jeannette Rankin, 1917

Jeannette Rankin   (Missoula, 11 de juny de 1880 - Carmel-by-the-Sea, 18 de maig de 1973) va ser la primera dona triada a la Cambra de Representants dels Estats Units i la primera membre dona del Congrés. Va ser republicana i va dur una llarga vida com a treballadora social, activista i pacifista. Va ser l'única membre del Congrés a votar en contra d'entrar a la Segona Guerra Mundial, després de l'atac a la base naval nord-americana de Pearl Harbor a l'illa d'Oahu, a l'arxipèlag de Hawaii, el matí del 7 de desembre de 1941. Rankin també va ser l'única d'entre cinquanta legisladors a votar en contra de la Primera Guerra Mundial i va conduir la resistència a la Guerra de Vietnam.

## Biografia
Rankin va ser filla d'un granger i d'una mestra d'escola, a Missoula (Montana). Inicia els seus estudis a la Universitat de Montana i es gradua el 1902. El 1908 es trasllada a viure a Nova York, on inicia la seva carrera com a treballadora social, i després es trasllada a Seattle (Washington). S'instal·la a la Universitat de Washington, on organitza l'incipient moviment de sufragi. Rankin va exercir un paper molt important en la lluita del moviment de les dones per a la concessió del vot a Montana el 1914.

## Congressista
El 7 de novembre de 1916, va ser triada membre de la Cambra de Representants pel Partit Republicà, de l'estat de Montana, i fou la primera membre femenina del Congrés. El 6 d'abril de 1917, quatre dies abans de la fi de període a la Cambra de Representants, la Casa Blanca va votar a favor d'entrar a la Primera Guerra Mundial. Rankin va ser l'única a votar en contra de la resolució d'entre els 50 representants. Malgrat el seu vot en contra per incorporar-se a la guerra, es va dedicar a vendre bons de llibertat i va votar per l'esbós militar.
El 1918 es va dedicar a treballar en una campanya fracassada per ser representant republicana de l'estat de Montana al Senat dels Estats Units. Després, va llançar la seva candidatura com a independent, la qual també va fracassar. El seu període a la cambra va acabar abans de 1919. Les següents dues dècades va treballar des de Washington DC per diverses causes.
El 1918 i després el 1919 va introduir una legislació per proporcionar l'estat i els fons de reserva, per a clíniques de salut, educació materna, i els programes per reduir la mortalitat infantil. Com a secretària per a la Lliga Nacional de Consumidors, va emprendre una campanya per a una llei per promoure les cures maternals i dels infants. Va fundar i va ser la vicepresidenta de la Unió Americana per les Llibertats Civils i va ser membre fundadora de la Lliga Internacional de les Dones per la Pau i la Llibertat.
L'any 1940 va ser triada per tornar al congrés, en aquesta ocasió en una plataforma com a pacifista. Després de l'atac a la base naval de Pearl Harbor, Rankin va tornar a votar en contra en la participació en la Segona Guerra Mundial, i fou novament l'única membre del congrés a votar en contra, després de dir "com a dona no ho puc permetre, i rebutjo enviar-hi qualsevol persona, voto NO". No obstant això, ella no va votar en contra a declarar la guerra a Alemanya i Itàlia, que seguien en la seva declaració de guerra als Estats Units; en lloc d'això, va votar simplement present.

## Després del Congrés
Durant la resta de la seva vida va viatjar set vegades a l'Índia, va ser una fidel devota dels principis de Gandhi de no-violència i autodeterminació. Va ser una admiradora de Martin Luther King. El 1968 va conduir més de 5.000 dones, les que es van anomenar la brigada de Jeannette Rankin, per mostrar la seva oposició a participar en la Guerra de Vietman, juntament amb Coretta Scott King i Judy Collins.

## Mort i llegat
Rankin va morir a Carmel-by-the-Sea (Califòrnia) als 92 anys de causes naturals. Va deixar el seu llegat a Watkinsville (Geòrgia) per ajudar dones aturades, cosa que va marcar l'inici de la creació de la Fundació Jeannette Rankin, una organització que dona concessions educatives a dones amb ingressos econòmics baixos per tots els Estats Units. L'organització ha anat creixent en la seva capacitat, va començar amb una beca de 500 dòlars el 1978, i el 2007 va arribar a tenir vuitanta beques de 2.000 dòlars. El 1985 es va aixecar una estàtua en honor de Rankin al saló del Santuari Nacional del Capitoli dels Estats Units, pel seu notable llegat en la història i la seva lluita com a activista dels drets humans.